# シラー属
シラー属（蔓穂属、Scilla）はツルボ亜科の属の一つ。オオツルボ属とも呼ばれる。スキラ属とも呼び、シラー、スキラと総称する。園芸ではシラーと呼ぶことが多い。

## 特徴
約90種が旧世界の森林、亜高山帯の草原、海岸などに分布する。
開花期は主に4-5月頃であるが、秋咲きの種もある。秋に球根を植える。一度、球根を植えた後は球根を掘りあげる必要はなく、宿根草のように扱うことができる。丈夫な植物で育てやすい。花色は青が多いが、白、ピンク、紫なども見られる。

## 主な種
- オオツルボ (Scilla peruviana) - 園芸種。

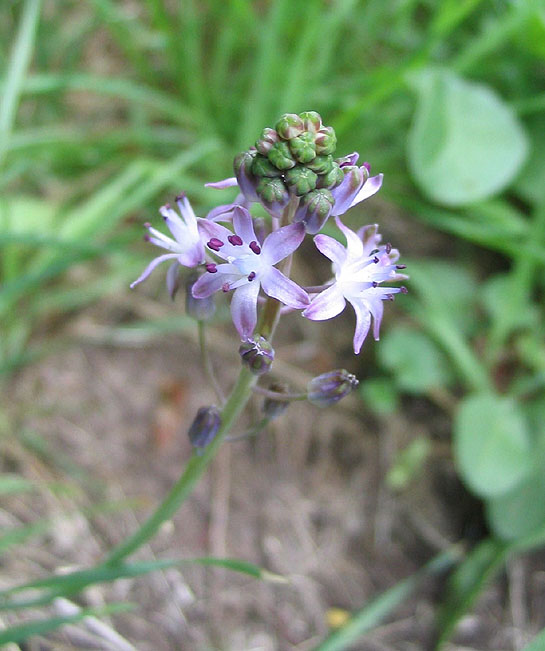
S. autumnalis
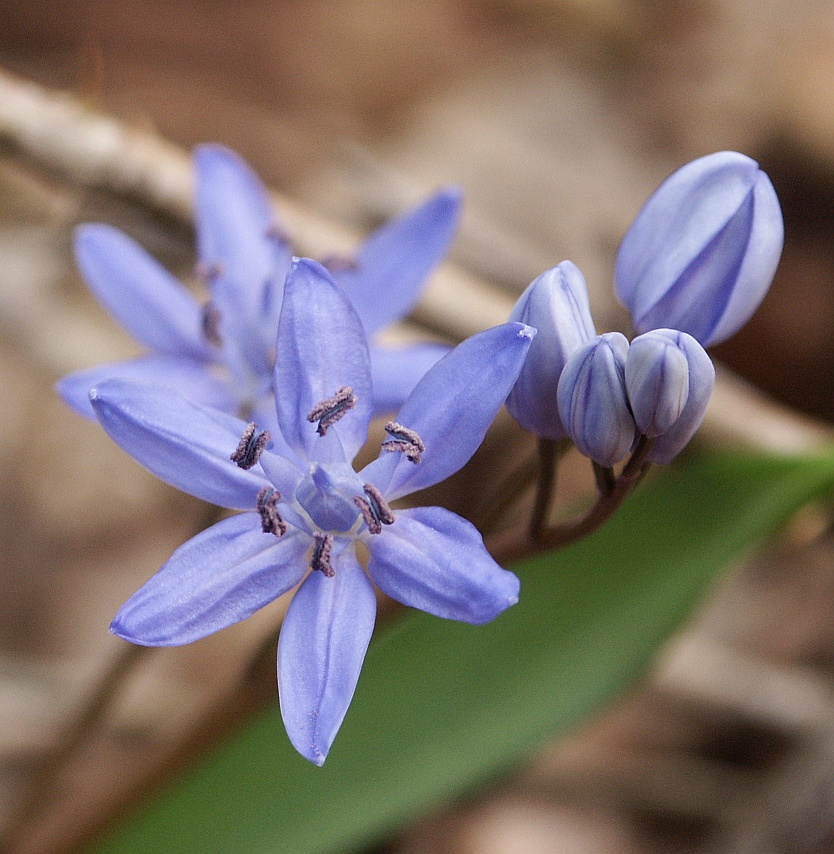
S. bifolia
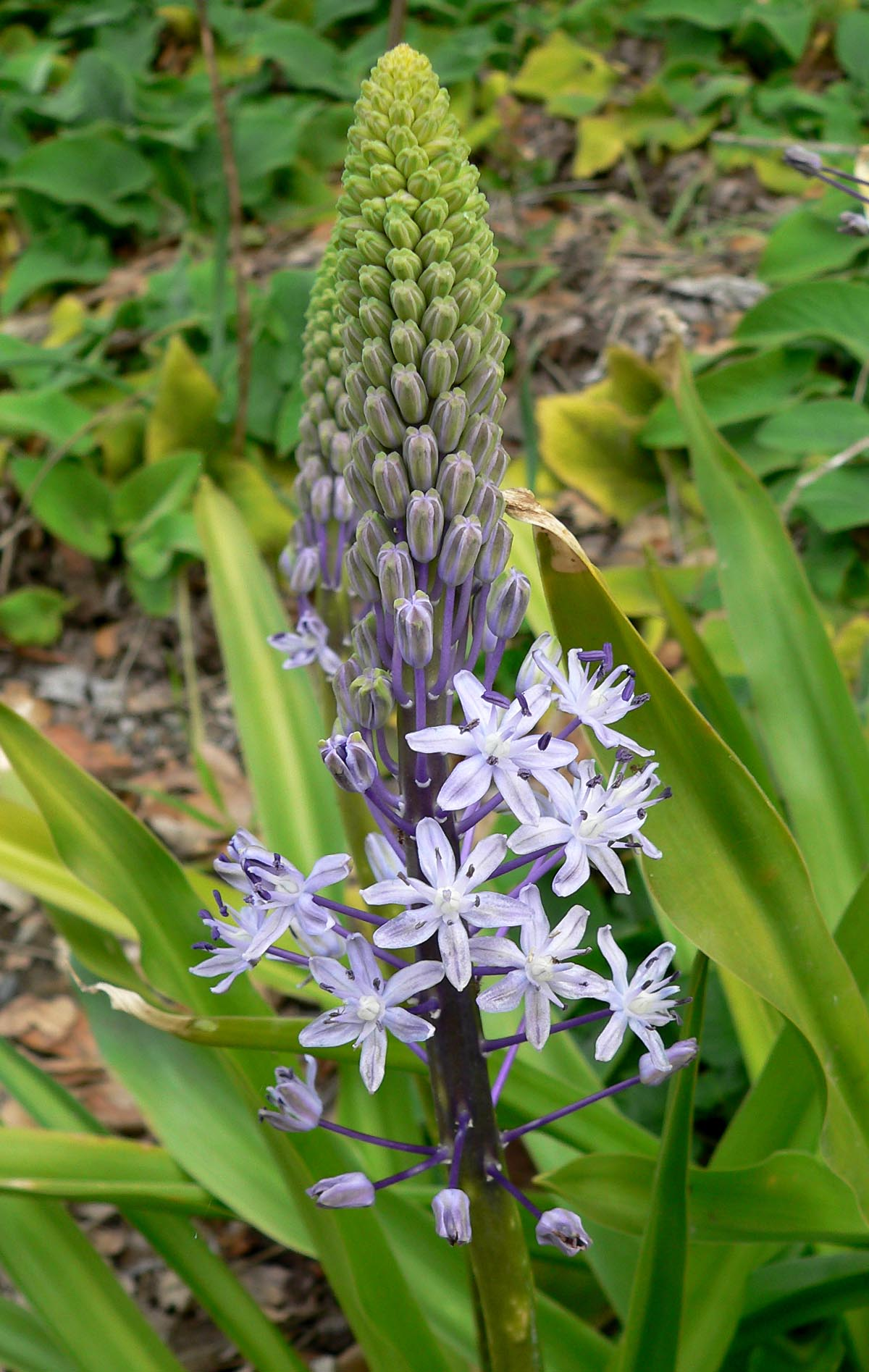
S. hyacinthoides
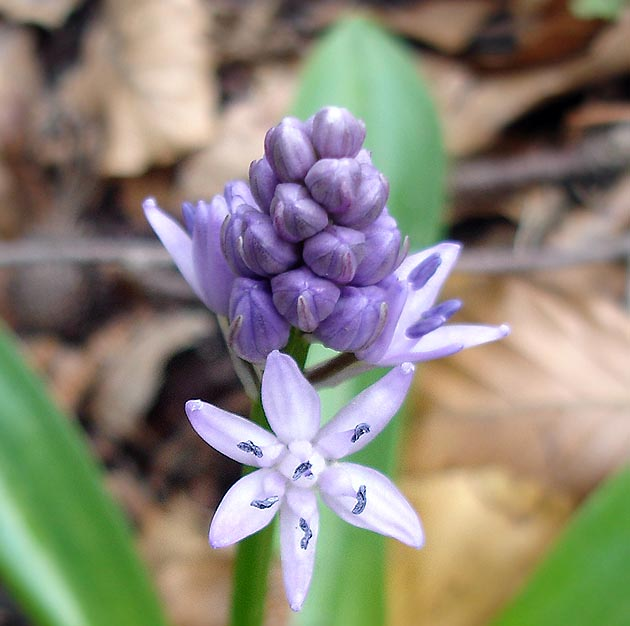
S. lilio-hyacinthus
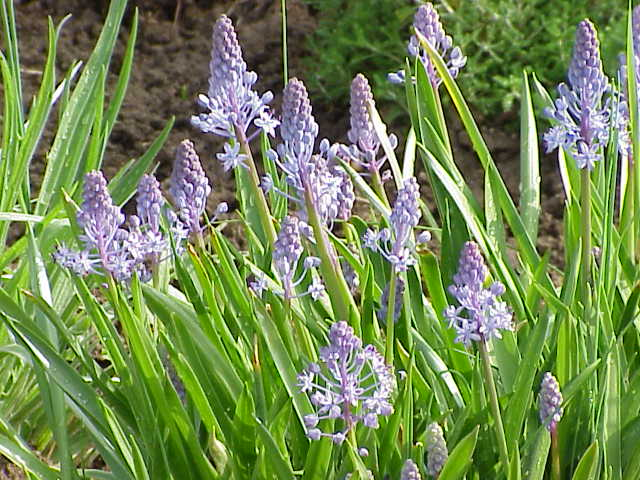
S. pratensis
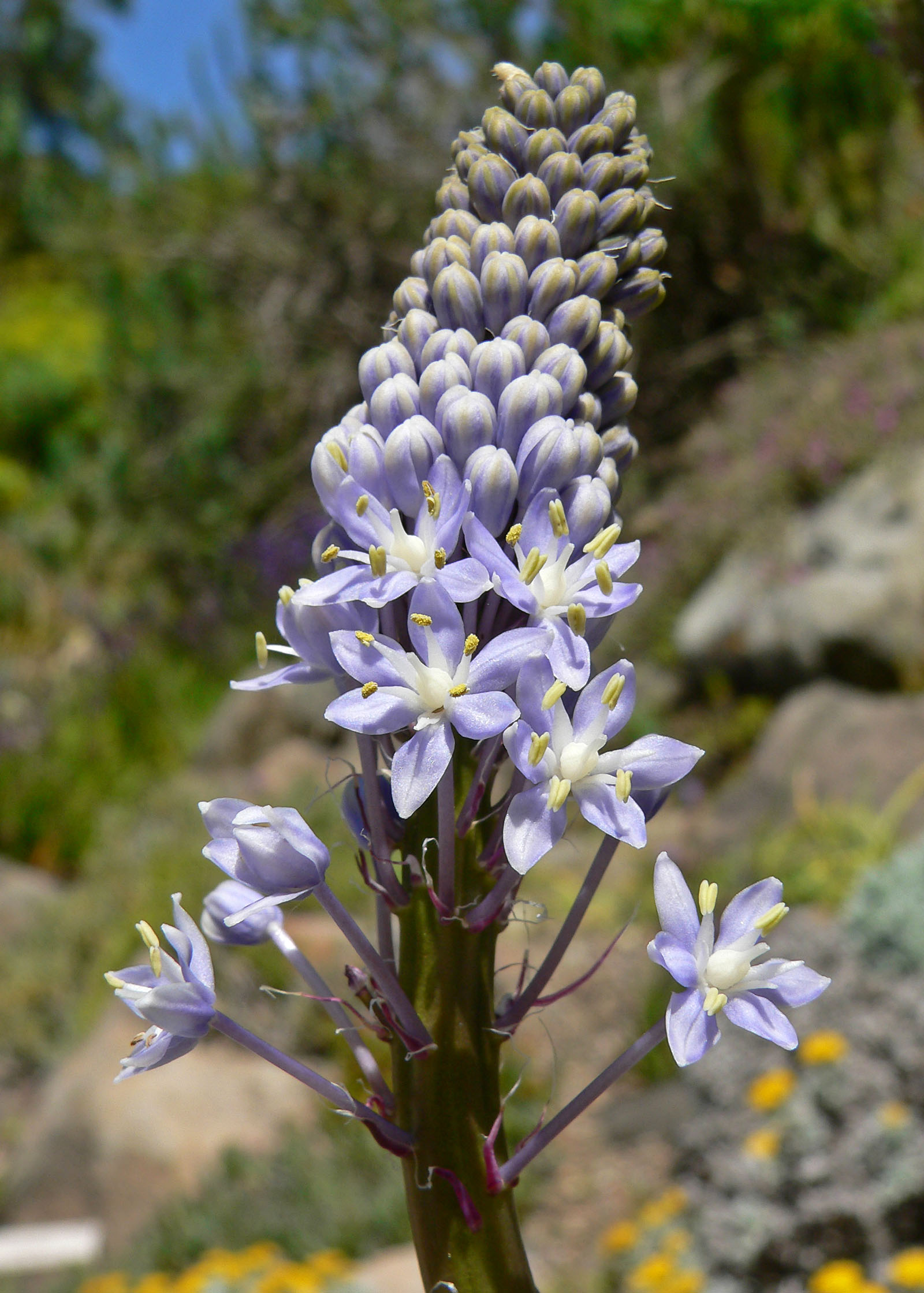
S. natalensis
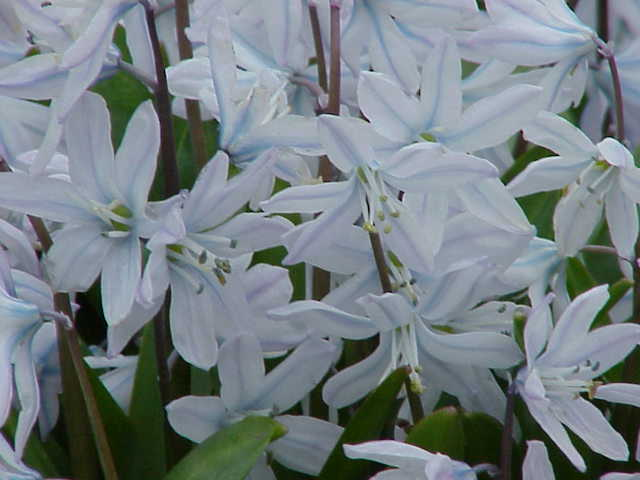
S. mischtschenkoana
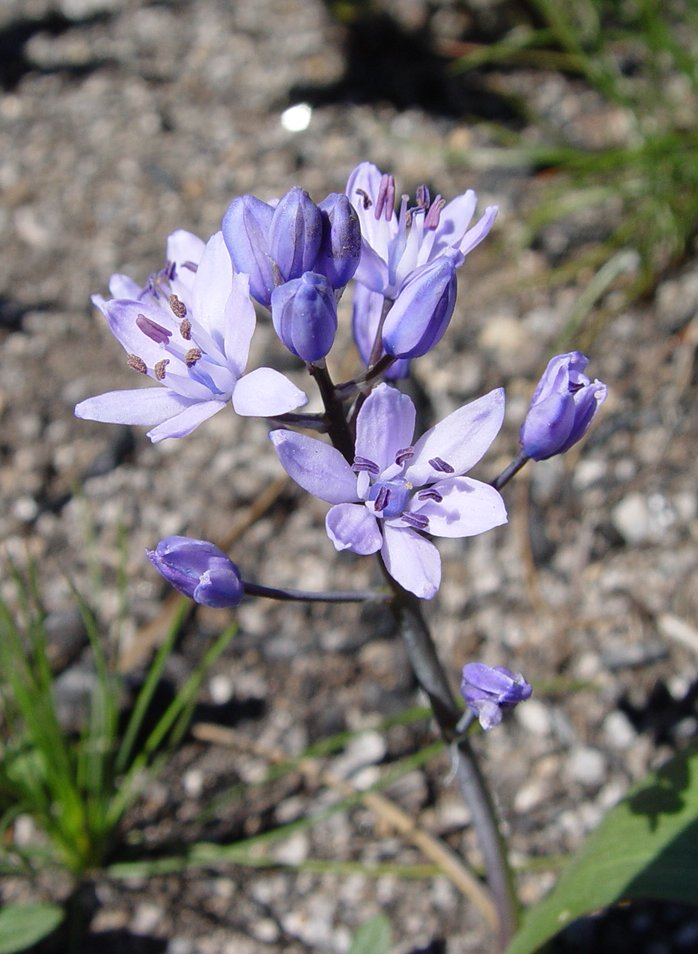
S. monophyllos
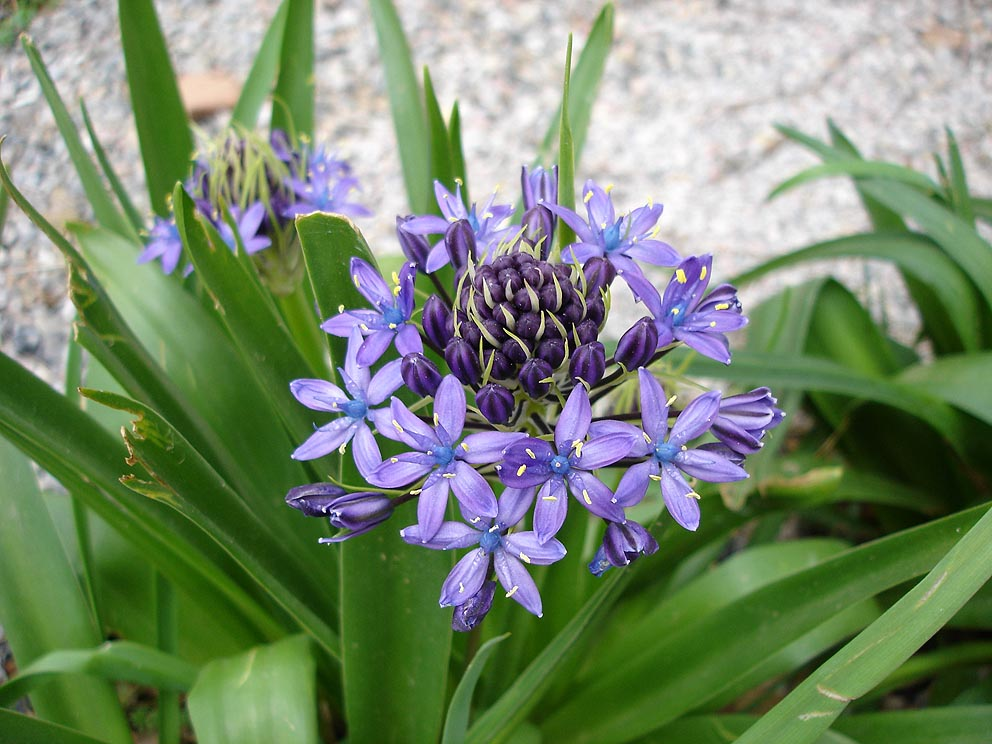
オオツルボ S. peruviana
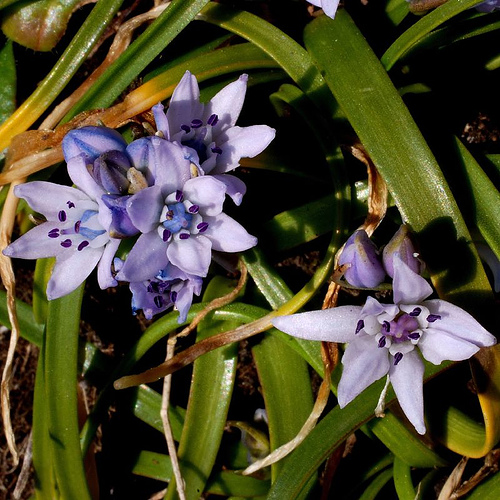
S. verna